# وينديل جيرالدو ماوريسيو دا سيلفا
وينديل جيرالدو ماوريسيو دا سيلفا (بالبرتغالية Wendel Geraldo Maurício da Silva) الشهير باسم وينديل (8 أبريل 1982 في ماريانا) لاعب كرة قدم برازيلي يلعب حاليا لصالح نادي سبورت ريسيفه البرزيلي

## المسيرة الرياضية
بدأ وينديل مسيرته الرياضية ناشئا في نادي كروزيرو سنة 1998. بعد سنتين استطاع أن يصعد للفريق الأول واستمر 4 سنوات. في سنة 2004 انتقل إلى نادي ناسيونال البرتغالي. بسبب عدم تألقلمه سريعا في البرتغال قرر ناديه إعارته إلى نادي سانتوس طوال موسم 2005/2006. بعد عودته من فترة الإعارة قرر نادي بوردو التقدم بعرض رسمي للتعاقد معه وتمت الصفقة، وفي عام 2011 / 2012 انتقل إلى نادي الاتحاد السعودي

### بوردو
في أول موسم له في فرنسا 2006/2007 شارك وينديل في 29 مباراة في بطولة الدوري مسجلا 5 أهداف. في الموسم التالي 2007/2008 انسجم أكثر مع باقي زملائه خصوصا مع تطابق أسلوب لعبه مع أسلوب تدريب المدرب الجديد لوران بلان واستطاع أن يسجل 12 هدف في 36 مباراة في بطولة الدوري مساهما في احتلاله المركز الثاني. في موسم 2008/2009 استطاع أن يساهم في تحقيق النادي 3 بطولات وهي كأس الأبطال الفرنسي ثم كأس الدوري الفرنسي ثم بطولة دوري الدرجة الأولى. في موسم 2009-2010 لم يحقق نادي بوردو نجاحا كبيرا ولكن وينديل كان فعالا بتسجيله 11 هدف وصناعة 6 أهداف لزملائه. في الموسم التالي 2010-2011 عانى نادي بوردو مجددا خصوصا في ظل رحيل مروان الشماخ ويوان غوركوف. آخر مباراة لعبها وينديل كانت في 29 مايو 2011 في آخر مباريات بطولة الدرجة الأولى حيث توج جهوده بتسجيل هدف في مرمى نادي مونبيلييه حيث انتهت النتيجة بفوز بوردو 2-0 وأمن للفريق المركز السابع.

### الاتحاد والشباب
بعد قصائه خمس مواسم في فرنسا قرر وينديل الرحيل إلى الاتحاد السعودي مقابل مليون دولار. لعب مع الاتحاد 15 مباراة مسجلا 6 أهداف ولكن تم الاستغناء مجانا عنه لصالح الشباب السعودي حيث لعب 12 مباراة مسجلا هدفين ولكن تم الاستغناء عنه في نهاية الموسم على الرغم من مساهمته في الفوز ببطولة الدوري السعودي.

### فاسكو دا غاما
في 12 يوليو 2012 تعاقد نادي فاسكو دا غاما مع وينديل في صفقة انتقال حر ووقع على عقد يمتد لثلاث سنوات.

## الإنجازات
كروزيرو
- دوري الدرجة الأولى : 2003
- كأس البرازيل : 2000 - 2003

بوردو
- دوري الدرجة الأولى : 2008/2009
- كأس الدوري الفرنسي : 2006/2007 - 2008/2009
- كأس الأبطال الفرنسي : 2008/2009

الشباب
- دوري المحترفين: 2011-2012

## وصلات خارجية
- وينديل جيرالدو ماوريسيو دا سيلفا على موقع الاتحاد الأوربي (الإنجليزية)
- وينديل جيرالدو ماوريسيو دا سيلفا على موقع رابطة كرة القدم الفرنسية للمحترفين (الإنجليزية)
- وينديل جيرالدو ماوريسيو دا سيلفا على موقع قاعدة بيانات كرة القدم.إي يو (الإنجليزية)
- وينديل جيرالدو ماوريسيو دا سيلفا على موقع ليكيب (الفرنسية)
- وينديل جيرالدو ماوريسيو دا سيلفا على موقع Soccerway.com (الإنجليزية)
- وينديل جيرالدو ماوريسيو دا سيلفا على موقع عالم كرة القدم.نت (الإنجليزية)